# 20Ten
20Ten (sprich: „twenty-ten“) ist das 35. Studioalbum des US-amerikanischen Musikers Prince. Es erschien erstmals am 10. Juli 2010 bei seinem eigenen Label NPG Records und war ausschließlich als CD-Beigabe von sechs verschiedenen europäischen Zeitungen erhältlich, weswegen 20Ten nicht in den internationalen Albumcharts geführt wurde. Außerhalb Europas wurde das Album nicht veröffentlicht.
Die Musik zählt zu den Genres Contemporary R&B, Elektronische Tanzmusik, Funk, Pop und Soul. Als Gastmusiker wirkt Maceo Parker mit. Musikkritiker von Zeitungen, bei denen 20Ten als CD-Beigabe erhältlich war, zeigten sich vom Album begeistert; Musikkritiker anderer Zeitungen verhielten sich mit Lob meist wesentlich zurückhaltender.
Die Tournee zum Album spielte Prince ausschließlich in Europa und bestand aus lediglich sieben Konzerten, von denen vier im Rahmen von Musikfestivals stattfanden.

## Entstehung
Den ersten Song, den Prince für 20Ten aufnahm, spielte er mit Compassion Anfang 2006 in seinem Paisley Park Studio in Chanhassen in Minnesota ein. Ursprünglich platzierte er das Stück auf seinem im März 2009 veröffentlichten Album Lotusflow3r, strich es aber wieder von der Tracklist. Am 1. September 2008 überarbeitete er Compassion im Tonstudio Sunset Sound in Los Angeles in Kalifornien und fügte Backing Vocals sowie Overdubs hinzu.
Die anderen neun Songs nahm Prince alle im Paisley Park Studio auf, wobei er im Jahr 2009 die meisten Tracks für 20Ten einspielte. Am 1. August nahm er Walk in Sand auf, am 20. November Sticky Like Glue. Zudem überarbeitete er Future Soul Song; ursprünglich nahm er das Stück bereits Ende der 1990er auf, führte weitere Arbeiten im August 2008 im Sunset Sound durch und platzierte es anfangs auch auf Lotusflow3r. Die drei Songs Act of God, Laydown und Sea of Everything spielte Prince fünf Tage später am 25. November ein.
Die genauen Aufnahmedaten der drei Stücke Beginning Endlessly, Everybody Loves Me und Lavaux sind der Öffentlichkeit nicht bekannt, aber Prince nahm sie vermutlich im Zeitraum von September 2009 bis Februar 2010 im Paisley Park Studio auf.

## Marketingstrategie
Ab dem Jahr 2007 arbeitete Prince mit keinem Tonträgerunternehmen mehr zusammen und grenzte sich von der Musikindustrie zunehmend ab. Seine Tonträger erschienen zwar bei seinem eigenen Musiklabel NPG Records, aber für den Vertrieb wählte er alternative Kanäle; beispielsweise konnte seine Live-CD Indigo Nights im Jahr 2008 nur als CD-Beigabe seines Buches 21 Nights käuflich erworben werden und 2009 vertrieb die US-amerikanische Einzelhandelskette Target Corporation sein Dreifachalbum Lotusflow3r.
Am 22. Juni 2010 traf sich Prince mit Vertretern der Schallplattenfirma Warner Bros. Records, bei der er von 1977 bis 1999 unter Vertrag stand. Es wurde über einen möglichen Vertrieb von 20Ten in den USA diskutiert, doch letztlich kam kein Vertrag zustande. Daraufhin entschied sich Prince für eine andere Marketingstrategie und ließ 20Ten als CD-Beigabe einer Zeitung ausschließlich in Europa vertreiben. Auf ähnliche Art und Weise hatte er 2007 sein Album Planet Earth im Vereinigten Königreich veröffentlicht.
Kiran Sharma, damalige Repräsentantin von Prince, zeigte sich von der Verkaufsstrategie von 20Ten begeistert und meinte: Es sei „das erste Mal auf der Welt, dass ein neues Album über alternative Kanäle gratis ausgeliefert wird.“
Bei den Zeitungen Daily Mirror, Het Nieuwsblad und der deutschen Ausgabe des Rolling Stone war 20Ten als CD-Beigabe erhältlich. Journalisten dieser Zeitungen gewährte Prince Zugang in seinem Paisley Park Studio, damit diese mit ihm Interviews führen und über das Album berichten konnten.
Als Begründung, warum er 20Ten als Zeitungsbeilage vertrieb, vertrat Prince gegenüber dem Daily Mirror die Meinung, das Internet sei „vollständig vorbei“. Zudem zog er einen Vergleich zum Musiksender MTV: „Das Internet ist wie MTV. MTV war einmal total in und plötzlich war es veraltet. Wie auch immer, diese ganzen Computer und digitalen Spielereien sind nicht gut. Die füllen deinen Kopf nur mit Zahlen und das kann dir nicht gut tun.“ Außerdem werde es auch keine Downloads seiner neuen Songs geben. Er sehe keinen Grund, seine Musik über Plattformen wie das iTunes Store zu verkaufen, weil er die Akzeptanz des Bezahlsystems bezweifle. Er glaube jedoch, neue Wege zu finden, seine Musik zu verbreiten.

## Gestaltung des Covers
Für die Covergestaltung waren Artdirector und Grafikdesigner Meurig Rees, Creative Director Anthony Malzone sowie Modedesignerin Debbie McGuan zuständig, mit der Prince von 1993 bis 2007 zusammenarbeitete, die im genannten Zeitraum immer wieder Outfits für ihn entwarf. Mit Malzone arbeitete er von 2008 bis 2014 und mit Rees nur für das Album 20Ten.
Die CD steckt in einer Papphülse, ein Booklet existiert nicht. Das Frontcover ist in Form einer spartanischen Zeichnung gestaltet. Innerhalb dieser Zeichnung ist Prince als männliches Model dargestellt, kreiert von McGuan. Er trägt ein farbenfrohes Tunika-ähnliches Hemd mit Stehkragen, das geöffnet ist, sodass seine Brusthaare zu sehen sind. Zudem trägt er eine Halskette mit einem Symbol-Anhänger – das unaussprechbare Symbol, das Prince von 1993 bis 2000 als Künstlernamen benutzt hatte. Er ist auf der linken Bildhälfte platziert und von Kopf bis zu den Oberschenkeln dargestellt. In der Zeichnung besitzt Prince zwei rechte Arme. Am äußeren linken Bildrand sind in Höhe seiner rechten Schulter Zeigefinger und Daumen einer Hand zu sehen, die einen Stift hält und das Albumcover zu vollenden scheint.
Im Hintergrund ist in rot-orangen Farbtönen eine Art Wüstenlandschaft zu erkennen, die Konturen eines Gesicht mit Nase, Oberlippe, Unterlippe und Kinn besitzt. Diese Konturen erinnern an die Hügellandschaft des Frauenkörpers in der Covergestaltung des Albums Around the World in a Day aus dem Jahr 1985.
Mittig im oberen Bereich des Covers ist das Prince-Symbol zu sehen. Vor dem Kreis des Symbols steht die Ziffer „2“, sodass zusammengesetzt die Zahl „20“ zu lesen ist. Innerhalb des Kreises ist das Wort „Ten“ zu lesen, das aber als typografische Ligatur kreiert wurde; der Name „Prince“ kann ebenfalls aus dem Wort gelesen werden.
Die Ziffer „2“ vor dem Kreis ist so gestaltet, dass sie auch als Ziffer „7“ interpretiert werden kann. Wird das Cover um 180 Grad gedreht, ist die Ziffer „7“ als Ziffer „6“ zu lesen – der 7.6. ist Prince’ Geburtsdatum. Ferner sind auf der rechten oberen Bildseite Regentropfen vorhanden.
Auf der Rückseite des Covers ist die Tracklist des Albums von Track 1 Compassion bis Track 9 Everybody Loves Me in lilafarbener Schrift abgedruckt. Der Hidden Track Laydown ist in überdimensionaler Schriftgröße ebenfalls zu lesen.
Ian Cohen von Pitchfork Media wählte das Cover im Dezember 2010 als eines der schlechtesten des Jahres. Zur Begründung schrieb er: „Screenshot von Grand Theft Auto: Paisley Park“.

## Musik und Liedtexte
Die Musik zählt zu den Genres Contemporary R&B, Elektronische Tanzmusik, Funk, Pop und Soul. Die Songs sind von Prince minimalistisch produziert und bei einer Vielzahl dominieren Synthesizer sowie der Drumcomputer Linn LM-1, den er oftmals bei Studioaufnahmen seiner Musikalben in den 1980er Jahren benutzt hatte. Deswegen klingen zuweilen einige Stücke ähnlich wie frühere Kompositionen von ihm, etwa von seinem Album 1999 aus dem Jahr 1982. Gitarren-Licks sind auf 20Ten dagegen selten zu hören.

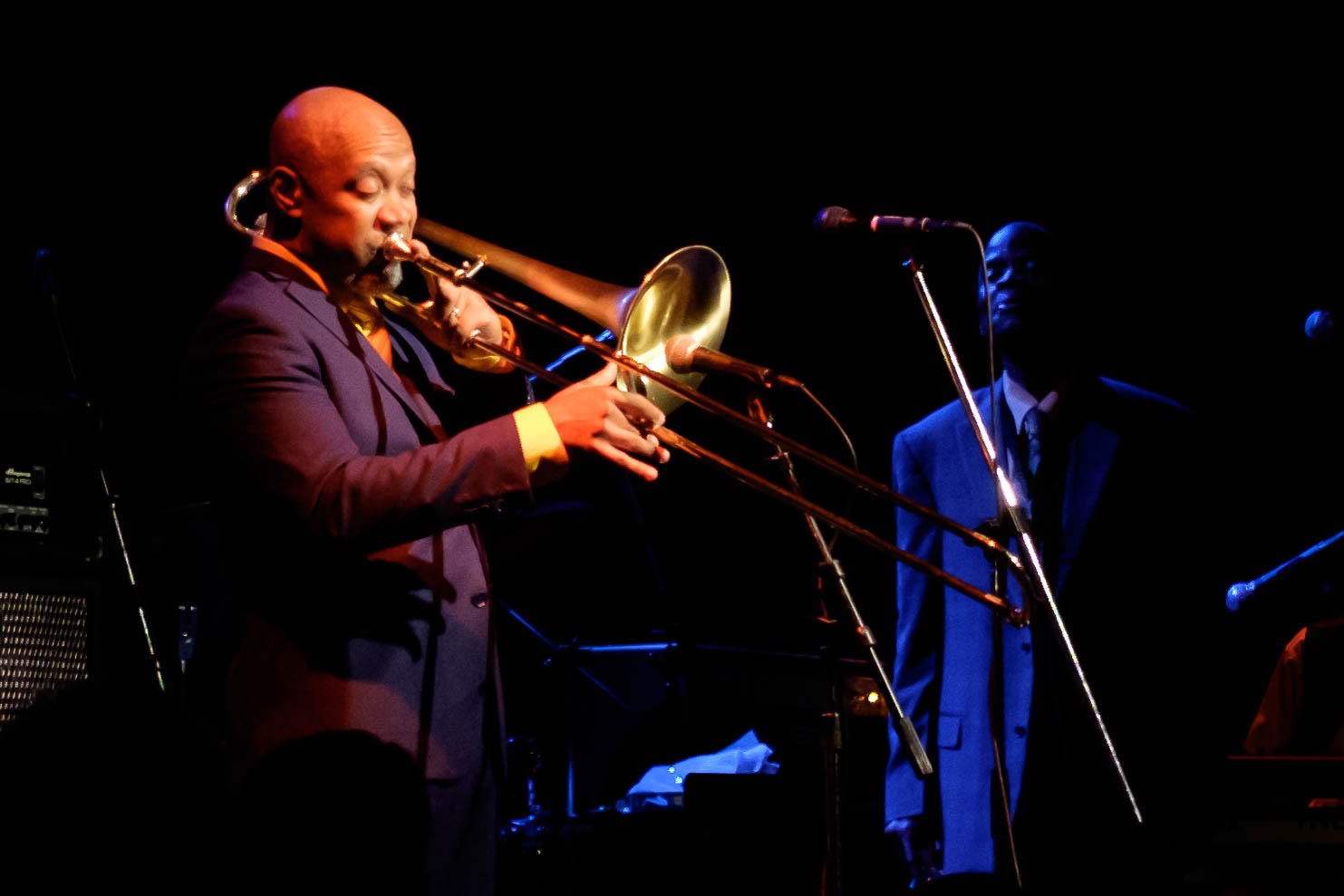
Posaunist Greg Boyer und im Hintergrund Saxofonist Maceo Parker, 2015

Der Opener Compassion ist aus dem Genre Elektronische Tanzmusik und enthält unter anderem ein Keyboard-Staccato. Als Gastmusiker wirken die Blechbläser Greg Boyer, Maceo Parker und Ray Monteiro mit. Compassion klingt zuweilen wie Let’s Pretend We’re Married vom Album 1999.
Der zweite Song Beginning Endlessly enthält eingängige Synthesizer-Riffs und den Liedtext trägt Prince in einer Sprechgesang-ähnlichen Form vor.
Future Soul Song ist eine Soul-Ballade, die zuweilen an The Beautiful Ones aus dem Jahr 1984 erinnert. Im Gesangsstil präsentiert sich Prince als Crooner, der Refrain besteht aus „Sha-la-la“.
Sticky Like Glue ist aus dem Bereich Funk und enthält dominierende Basslines sowie aus dem gleichen Genre vorgetragenes Gitarrenspiel von Prince. Im Song wechselt er des Öfteren seine Stimmlage, eine Rap-Passage ist von ihm ebenfalls zu hören. Das Stück besitzt zuweilen Ähnlichkeiten mit dem Song Superstar, 2002 von King Britt veröffentlicht und 2004 mit Ivana Santilli (* 1975) als Single herausgebracht.
Auch der fünfte Track Act of God stammt aus dem Genre Funk. Im gesellschaftskritischen Liedtext beschäftigt sich Prince mit der Weltfinanzkrise 2007–2008 und mit dem Irakkrieg; beispielsweise singt er, dass von US-Steuergeldern Bomber gebaut werden, „angeblich um uns vor Saddam zu schützen.“
Prince’ Keyboard-Spiel im Funk-Song Lavaux erinnert zuweilen an Keyboard-Passagen im Stück 1999. Im Liedtext beschreibt er die Schönheit des Schweizer Weinbaugebiets Lavaux sowie die aus Vevey stammende Schokolade von François-Louis Cailler.
Walk in Sand ist eine von Prince’ Klavierspiel dominierte R&B-Ballade. Im Gegensatz zu den anderen Songs auf 20Ten spielt Prince Live-Drums und keine programmierten. Er singt in dem für ihn typischen Falsettgesang und die Melodie sowie die Liedtext-Botschaft sind simpel: „Nichts ist schöner als mit dir Hand in Hand im Sand spazieren zu gehen“. Mehrere zu Walk in Sand ähnliche Balladen hatte Prince bereits zuvor in seiner Karriere geschrieben.
Sea of Everything ist eine R&B-Schlafzimmerballade, die er ebenfalls vorwiegend im Falsettgesang vorträgt.
Everybody Loves Me ist ein Rock-’n’-Roll-Stomp mit Boogie-Woogie-Piano-Breaks. Im Liedtext singt Prince unter anderem: „Heute Nacht liebe ich alle Menschen, und alle lieben mich“. Damit meint er nicht sich selbst, sondern den selbstbewussten Geist, der auf der Tanzfläche jeden Menschen zum Star machen könne. Der Groove erinnert zuweilen an All the Critics Love U in New York vom Album 1999.
Der Hidden Track Laydown war in einer früheren Version von 20Ten der Opener und ist dem Genre Funk zuzuordnen. Das Stück enthält unter anderem ein düster und beunruhigend wirkendes Gitarrenspiel, komplexe Synthesizer-Lines und einen von Prince vorgetragenem Rap, in dem er sich als „Purple Yoda“ bezeichnet, eine Anspielung auf die Figur Yoda aus Star Wars. Den Refrain „you need to laydown“ singt Liv Warfield (* 1979), Elisa Dease (* 1969) ist zuweilen in der Passage „here comes the purple Yoda“ zu hören.

## Titelliste und Veröffentlichungen
| #                            | Titel                  | Dauer |
| ---------------------------- | ---------------------- | ----- |
| 1                            | Compassion             | 3:57  |
| 2                            | Beginning Endlessly    | 5:27  |
| 3                            | Future Soul Song       | 5:08  |
| 4                            | Sticky Like Glue       | 4:46  |
| 5                            | Act of God             | 3:13  |
| 6                            | Lavaux                 | 3:03  |
| 7                            | Walk in Sand           | 3:29  |
| 8                            | Sea of Everything      | 3:49  |
| 9                            | Everybody Loves Me     | 4:00  |
| 77                           | Laydown (Hidden Track) | 3:07  |
| Spieldauer: 46:12 min.       |                        |       |
| Autor aller Songs ist Prince |                        |       |

Das Album ist nur als CD-Beigabe von insgesamt sechs verschiedenen europäischen Zeitungen erschienen. Es war erstmals am 10. Juli 2010 bei der britischen Tageszeitung Daily Mirror und deren schottischem Tochterblatt Daily Record erhältlich sowie bei der niederländischsprachigen Tageszeitung Het Nieuwsblad und beim Tochterblatt De Gentenaar in Belgien. Am 22. Juli 2010 veröffentlichte die deutsche Ausgabe des Musikmagazins Rolling Stone in seiner August-Ausgabe das Album in Deutschland, Österreich und in der Schweiz. Außerdem erschien es am selben Tag bei der wöchentlich erscheinenden Zeitschrift Courrier international in Frankreich. Erst seit 2018 und damit zwei Jahre nach Prince’ Tod wird 20Ten bei verschiedenen Musikstreamingdiensten auch als Download angeboten.
Auf der CD von 20Ten ist folgendes zu lesen: „For promotional use only. Not for resale.“ (englisch für Nur für Werbezwecke. Nicht für den Weiterverkauf.) Der Song Laydown ist als Hidden Track erst als Titel #77 zu hören. Von Track 10 bis 76 sind lediglich Pausen von jeweils fünf Sekunden vorhanden.
Von dem Album wurden keine Singles ausgekoppelt und Musikvideos produzierte Prince nicht. Zwar stellte die portugiesische Bierfirma Super Bock Group ein Video zu Walk in Sand kurz nach der Veröffentlichung von 20Ten zur Verfügung, um ihr Produkt in Verbindung mit Prince’ Auftritt am 18. Juli 2010 beim Festival Super Bock Super Rock im Parque das Nações in Lissabon zu bewerben. Doch das Unternehmen musste es nach einer Urheberrechtsklage von NPG Records sofort wieder entfernen.
Anfang Oktober 2010 kündigte Prince eine überarbeitete Neuauflage des Albums mit Namen 20Ten Deluxe an, die er letztendlich aber nicht veröffentlichte. Auf dieser Neuauflage war unter anderem der Song Rich Friends enthalten, den er am 14. Oktober 2010 als Download anbot. Am 6. Januar 2013 veröffentlichte Prince mit Laydown (Xtended) eine Maxi-Single des Songs, die 5:54 Minuten lang ist und ebenfalls nur als Download erhältlich war.

## Mitwirkende

### Musiker
Alle Songs wurden von Prince arrangiert, komponiert, produziert und vorgetragen. Zudem spielte er alle Musikinstrumente selbst ein, wobei folgende Personen die Aufnahmen ergänzten:
- Elisa Dease – Backing Vocals in Act of God, Beginning Endlessly, Compassion, Everybody Loves Me, Future Soul Song, Laydown, Sticky Like Glue
- Greg Boyer – Posaune in Compassion
- Liv Warfield – Backing Vocals in Act of God, Beginning Endlessly, Compassion, Everybody Loves Me, Future Soul Song, Laydown, Sticky Like Glue
- Maceo Parker – Saxophon in Compassion
- Ray Montiero – Trompete in Compassion
- Shelby J. – Backing Vocals in Act of God, Beginning Endlessly, Compassion, Everybody Loves Me, Future Soul Song, Laydown, Sticky Like Glue

### Technisches Personal
- Anthony Malzone – zusätzliches Albumdesign und Layout
- Debbie McGuan – Albumdesign
- James “Fluff” Harley – Toningenieur
- Meurig Rees – CD-Label-Design

## Tournee
Die Tournee zum Album mit Namen „Prince 20TEN Tour“ fand ausschließlich in Europa statt und umfasste lediglich sieben Konzerte; sie begann am 4. Juli 2010 beim Roskilde Festival in Dänemark und endete am 25. Juli 2010 im Palais Nikaia in Frankreich. Die Konzerte wurden von insgesamt 193.500 Zuschauern besucht, wobei Prince vier der sieben Konzerte auf Musikfestivals spielte, deren Zuschauerkapazität höher war als auf seinen herkömmlichen Konzerten.
Abgesehen vom Roskilde Festival spielte er am 9. Juli beim Main Square Festival in Frankreich, am 10. Juli bei Rock Werchter in Belgien und am 18. Juli beim Festival Super Bock Super Rock in Portugal. Auf der Tournee präsentierte Prince vom Album 20Ten lediglich einmal die Songs Act of God und Future Soul Song. Die Konzertlänge variierte zwischen 120 und 150 Minuten, da er jedes Konzert mit einer eigenen Setlist individuell gestaltete. Seine Begleitband The New Power Generation bestand aus folgenden acht Mitgliedern:
- Cassandra O’Neal – Backing Vocals, Keyboard
- Cora Coleman-Dunham – Schlagzeug
- Elisa Dease – Backing Vocals
- Frédéric Yonnet – Mundharmonika
- Joshua Dunham – E-Bass
- Liv Warfield – Backing Vocals
- Morris Hayes – Keyboard
- Shelby J. – Backing Vocals
- als Gast: Sheila E. – Backing Vocals, Perkussion

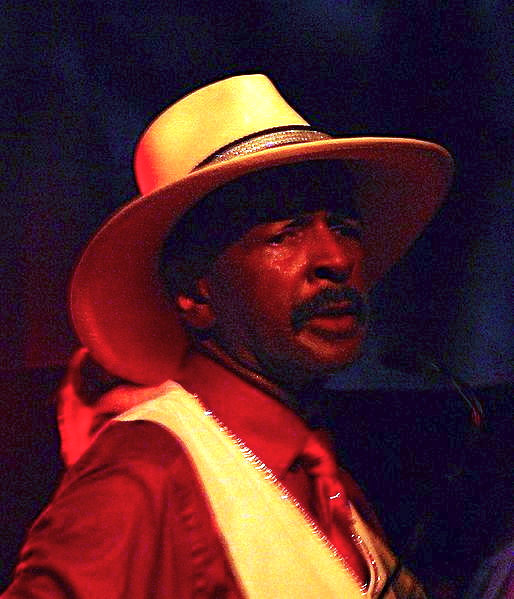
Larry Graham, 2010

Vom 18. Oktober bis zum 18. November 2010 ging Prince erneut in Europa auf Tournee und nannte diese „Prince Live 2010“. Er gab abermals sieben Konzerte, die insgesamt von ungefähr 90.000 Zuschauern besucht wurden. Auf Musikfestivals spielte er diesmal nicht und Musikpromotion für 20Ten machte er keine. Ida Kristine Nielsen gab bei dieser Tournee ihr Debüt als Bassistin in The New Power Generation.

## Aftershows
Ab dem Jahr 1986 spielte Prince nach dem Hauptkonzert gelegentlich eine Aftershow, also ein weiteres Konzert nach Mitternacht. Seine Aftershows fanden in kleineren Musikclubs vor meist 300 bis 1.500 Zuschauern statt und Prince verzichtete auf die aufwendigen Bühnenshows, Choreografien und Lightshows seiner Hauptkonzerte. Zudem gestaltete er die Songauswahl anders und verzichtete oftmals auf seine Top-Ten-Hits. Höhepunkte mancher Aftershows waren Gastauftritte bekannter Musiker.
Im Jahr 2010 spielte Prince nach fünf der insgesamt 14 Konzerte eine Aftershow. Davon fand die erste am 11. Juli im Viage in Brüssel statt, bei der Larry Graham als Gastmusiker auftrat. Dann gab Prince am 23. Juli im Jazzclub New Morning in Paris eine Aftershow, die inklusive Zugaben knapp vier Stunden dauerte und somit das längste Konzert in seiner Karriere war. Außerdem spielte er am 26. Juli im Palais Club in Cannes und am 21. Oktober im Amager Bio in Kopenhagen. Die letzte Aftershow absolvierte er am 7. November 2010 erneut im Viage in Brüssel, bei der diesmal Bria Valente mitwirkte.

## Rezensionen
Die Kritiken zu 20Ten fielen unterschiedlich aus; während Musikkritiker von Zeitungen, die das Album als CD-Beigabe lieferten, zum Teil sehr positiv urteilten, waren unabhängige Journalisten mit Lob meist wesentlich zurückhaltender. Die Website AOTY (Album of the Year) errechnete eine Durchschnittsbewertung von nur 40 %, basierend auf sechs Rezensionen englischsprachiger Medien.
Tony Parsons vom Daily Mirror (inklusive CD-Beigabe) verteilte zwar keine Note, zeigte sich aber begeistert; es sei Prince’ bestes Album seit Sign “☮” the Times aus dem Jahr 1987 und mit dem Comeback von Elvis Presley im Jahr 1968 ebenbürtig. Auf 20Ten höre man die „gefühlvollsten“, „spirituellsten“ und „romantischsten“ Songs, die Prince seit Jahren geschrieben habe.
Joachim Hentschel von der deutschen Ausgabe des Musikmagazins Rolling Stone (inklusive CD-Beigabe) gab auch keine Note, lobte aber das Album und schrieb, Prince kehre „endgültig zum tighten Elektrofunk-Spirit der frühen Jahre zurück“. Er bringe „trocken groovende Party- und Kopfnickersongs, lippenleckende Soulballaden, ohne sich dabei selbst zu kopieren oder anzubiedern.“ Zudem vertrat Hentschel die Meinung, 20Ten sei Prince’ „bestes, konsequentestes Album“ seit Love Symbol von 1992.
Ulf Kubanke von laut.de gab drei von fünf Sternen. Zwar beschrieb er Everybody Loves Me als „ganz schlimm!“ und „fast schon lächerlichen Partysong“, das Stück Future Soul Song als „nett aber letztendlich belanglos“, und Lavaux als „ziellos wie eine langweilige Proberaum-Fingerübung um sich selbst“. Aber die beiden Tracks Act of God und Laydown bezeichnete er als „zwei Weltklasse-Nummern“, zudem seien Sea of Everything und Walk in Sand „zwei schicke Balladen“. Als Fazit über Prince schrieb Kubanke: „Ja, er kann es immer noch! Lord Nelson ärgert und verzückt gleichermaßen. Doch kalt lässt er nie. Eine Eigenschaft, die er mit Kollegen“ wie Bob Dylan oder Neil Young gemeinsam habe.
Stephen Thomas Erlewine von AllMusic war enttäuscht und gab nur zweieinhalb von fünf Sternen. Die Musik drehe „sich um die Vergangenheit“. Zwar hätten die Songs „mehr Biss und Schliff“ als auf dem Vorgängeralbum Lotusflow3r und MPLSound, was „aus der Ferne betrachtet attraktiv“ sei, aber „einer näheren Betrachtung“ nicht standhalte. Auf 20Ten existiere „alles nur an der Oberfläche“: Hooklines zündeten nicht, Funk-Jams blieben auf Sparflamme, die Sinnlichkeit lodere „nur vor sich hin“ und die Rhythmen wirkten „etwas steif“. Zwar bereite das Album auch „ein gewisses Vergnügen“, aber dieses sei nur „ein passives Vergnügen und eines, das innerhalb eines Tages vergessen ist“, schrieb Erlewine.
Andreas Borcholte von Der Spiegel (online) zeigte sich ebenfalls enttäuscht und verteilte fünf von zehn Punkten. In Anlehnung des Openers Compassion („Mitleid“) würde man „ungefähr auch das“ empfinden, wenn man das Album vollständig angehört habe. „Es scheint, als befinde sich Prince in einer Phase der Regression, wünscht sich zurück in Zeiten“, als er mit Purple Rain (1984), Around the World In A Day (1985) und Lovesexy (1988) „als King of Pop der coolen Leute gefeiert wurde“. Im Song Everybody Loves Me werde „die Prince-Show“ sogar „endgültig zur Farce“. Letztendlich wirke 20Ten wie „ein hastig aus dem umfangreichen B-Seiten-Archiv zusammengestellter Flohmarkt: Man findet ein paar Sachen, die man früher mal mochte, wird kurz nostalgisch, überlegt ein bisschen. Und dann lässt man ihn doch lieber liegen. Den alten Kram“.
Jason Draper von der NME war auch enttäuscht und gab zwei von fünf Sternen. Seit Prince’ „Übertritt zu den Zeugen Jehovas“ im Jahr 2001 sei er „weit von dem Mann entfernt“, der 1982 im Song Let’s Pretend We’re Married aus seinem Album 1999 „aufrichtig den Geschmack aus deinem Mund ficken wollte“. Heutzutage (2010) wasche er diesen „eher mit Seife aus und verkauft dir einen Wachtturm“. Doch 20Ten besitze auch „seine Momente“, wie man im Stück Sticky Like Glue und in der „schönen, ruhigen Sturm-Ballade“ Walk in Sand hören könne. Der „beste Track“ sei aber Laydown, meinte Draper. Als Antwort auf Tony Parsons hervorragende Kritik im Daily Mirror, der 20Ten als bestes Prince-Album seit 1987 bezeichnet hatte, schrieb Draper: „Auf keinen Fall“.
Die beiden Musikkritiker David Wilson und John Alroy zeigten sich sehr enttäuscht und gaben lediglich eineinhalb von fünf Sternen. Sie bezeichneten 20Ten als „eine Sammlung von Songs, die unverkennbar Prince sind und ebenso unverkennbar drittklassig sind.“ Keiner der Tracks könne es mit den Songs auf Musicology (2004) oder Lotusflow3r (2009) aufnehmen, „geschweige denn mit einem seiner Meilenstein-Alben“. 20Ten sei „eine ernüchternde Erinnerung daran“, dass „jedes“ zuvor aufgenommene Prince-Album, „jedes Stück, selbst die miserablen, vor kreativer Vitalität und Funken“ sprühten, die „hier fehlen“.

## Kommerzieller Erfolg
Der britische Verleger Trinity Mirror, Herausgeber von Daily Mirror und Daily Records, vertrieb über 2,5 Millionen CDs von 20Ten. Doch am 10. Juli 2010 wurden die beiden Zeitungen mit der CD-Beigabe insgesamt nur 379.000 Mal verkauft. Zwei Tage später entschied der Daily Mirror, jedem, der die Zeitung Online bestellte, 20Ten mitzuliefern. Am 15. Juli 2007, als Prince sein Album Planet Earth über die britische Sonntagszeitung The Mail on Sunday vertrieb, wurden über 600.000 Exemplare verkauft.
In Deutschland, Österreich und in der Schweiz war die Erstauflage der August-Ausgabe des Rolling Stone bereits nach einer Woche nahezu ausverkauft. Der Verlag stellte jedoch eine Neuauflage inklusive des Albums zur Verfügung. Das Rolling-Stone-Magazin hatte zu dieser Zeit eine Auflage von knapp 64.000 Exemplaren. Anstatt der handelsüblichen 5,50 Euro kostete eine Ausgabe mit der CD 6,99 Euro.